# Jean Bolland
Jean Bolland (1596-1665), [pronunciat bòl·land] també conegut amb el seu nom llatí de Ioannes Bollandus era un jesuïta, conegut per haver iniciat l'edició dels Acta sanctorum, una compilació de la documentació sobre la vida de tots els sants del catolicisme. L'edició de l'obra inacabada continua fins avui.
Joan Bolland va néixer el 1596, al poble de Julémont, un feu del país de Dalhem als Països enllà del Mosa del Ducat de Brabant, aleshores als Països Baixos espanyols, avui a Bèlgica. El 1612 va entrar en la Companyia de Jesús i estudia a Lovaina i Anvers. Va ensenyar als col·legis de Roermond, Mechelen i Brussel·les. Després de la seva ordenació sacerdotal va esdevenir prefecte del col·legi de Mechelen.
En observar la seva erudició i coneixement de la història, l'orde va carregar-lo de l'edició dels Acta sanctorum, que hauria de ser un inventari complet i crític de totes les fonts documentals sobre la vida dels sants. Aquest encàrrec aviat va adverar-se massa per a un home sol, i va crear un èquip per ajudar-lo. Aviat van prendre el nom de bol·landistes. El 1643 va publicar els dos primers toms, amb la vida de les sants dels quals el dies natalis se celebra al mes de gener. Per a la primera vegada, es va fer una historiografia científica en col·leccionar i copiar els texts, sense embellir-les amb llegendes i miracles, com era el costum en l'hagiografia medieval. L'obra va ser patrocinat, entre d'altres per Ferran de Fürstenberg (1626-1683), el príncep-bisbe de Paderborn i de Münster. Morí el 12 de setembre del 1665 a Anvers.
Pòstumament, els seus col·laboradors van publicar el 1658 el tres volums sobre els sants del mes de febrer, al qual Bolland encara va contribuir considerablement. L'obra continua fins avui per la Societat dels Bol·landistes amb seu al col·legi dels jesuïtes a Etterbeek (Brussel·les).